# Бель-Альянс
Бель-Альянс (от фр. La Belle Alliance — «Прекрасный союз») — трактир, расположенный в нескольких километрах к югу от Брюсселя в Бельгии, в основном известный по событиям битвы при Ватерлоо (18 июня 1815 года).
На здании установлены две мемориальные доски: одна «Памяти французского медицинского корпуса, который преданно ухаживал за ранеными 18 июня 1815 года»; а другая отмечает встречу двух победоносных фельдмаршалов в конце битвы при Ватерлоо.

## В наши дни
В настоящее время здание используется по вечерам в пятницу и субботу как ночной клуб.

## Битва при Ватерлоо

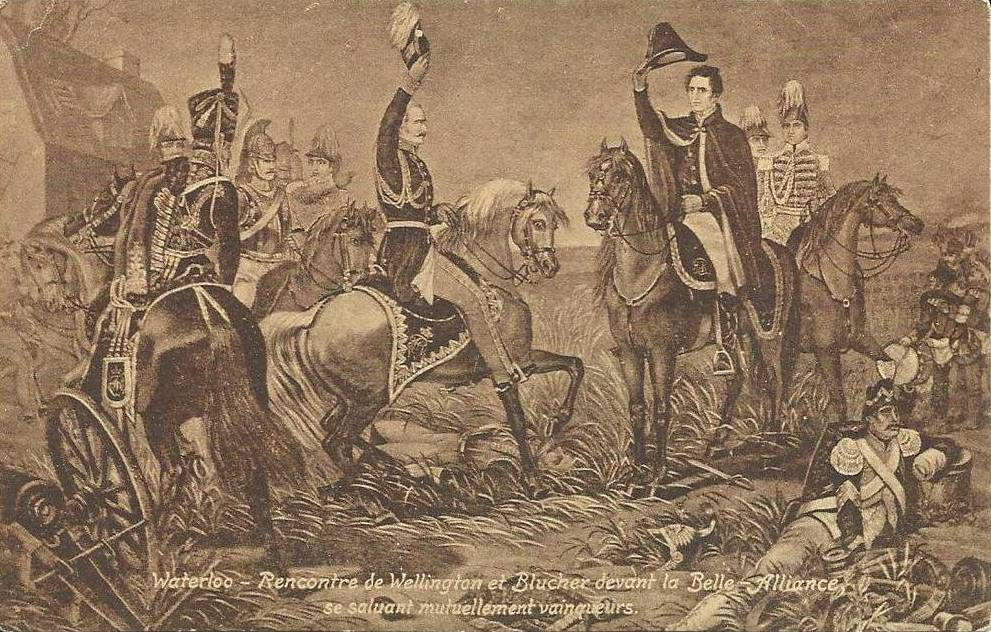
Фельдмаршалы седьмой коалиции Блюхер и Веллингтон встречаются рядом с Бель-Альянс

После битвы при Ватерлоо около 9 часов вечера Блюхер и герцог Веллингтон встретились недалеко от трактира, что означало конец сражения. В Вестминстерском дворце есть большая фреска, написанная Дэниэлом Маклисом в 1861 году, на которой изображена встреча, произошедшая в Бель-Альянс.
Впрочем, по поводу того, где именно произошла встреча, есть некоторые разногласия:
Наши читатели знают, что возникли значительные сомнения в отношении времени и места, в котором после битвы состоялась встреча герцога Веллингтона и маршала Блюхера, особенно из-за ошибочного заявления самого́ герцога о том, что она произошла в Женапе, что, как мы уже показали в нашем журнале (Ed. Rev. vol. cxix. p. 168), невозможно, так как Женап находился во владении французов почти до полуночи. Однако сейчас у нас есть некоторые дополнительные свидетельства на эту интересную тему, которые показывают, что картина мистера Маклиса не настолько сильно расходится с истиной, чтобы считать её художественным вымыслом. Официальное заявление, которое было нам предъявлено, составленное генералом графом Ностицем, личным адъютантом Блюхера в 1815 году, гласит, что встреча Блюхера и Веллингтона действительно имела место в Бель-Альянс — два генерала поздравили там друг друга с победой и согласовали меры по ночному преследованию противника. С другой стороны, сэр Уильям Гомм заявляет, что встреча, безусловно, состоялась не в Бель-Альянс, но настолько близко, что пруссаков можно оправдать за то, что они немного исказили истину, дабы использовать место со столь говорящим названием. Как писал сэр Уильям Гомм, «Место встречи находилась в небольшом фермерском доме или таверне под названием Мезон-Руж (от фр. Maison Rouge, „Красный дом“) или рядом с ним, на обочине дороги между Бель-Альянс и Россомом, большим фермерским домом, дальше которого герцог не пошёл. Он как раз возвращался из Россома, когда состоялась встреча». Наконец, сам герцог сказал г-ну Роджерсу (Rogers «Recollections», стр. 212): «Когда всё было кончено, мы с Блюхером встретились в Мезон-Руж». Поэтому можно считать окончательно доказанным (как мы уже отмечали ранее), что настоящим местом встречи был Мезон-Руж, но расстояние от него до Бель-Альянс незначительно, и герцог как раз возвращался к Бель-Альянс, когда встретил на дороге Блюхера.
Прусский командующий Блюхер предложил назвать битву как «битва при Бель-Альянс», чтобы это название символизировало европейскую седьмую коалицию Великобритании, России, Пруссии, Нидерландов, Швеции, Австрии, Испании, Португалии, Сардинии и ряда германских государств, которые присоединились к коалиции для разгрома Наполеона. Веллингтон, который выбрал поле битвы и командовал союзной армией, сражавшейся с французами весь день, вместо этого рекомендовал Ватерлоо, деревню к северу от поля битвы, где он сам провёл предыдущую ночь. Тем не менее, в 1815 году берлинская площадь Rondell была переименована в Бель-Альянс-Плац. В Великобритании в городе Рамсгит, находящемся в графстве Кент, есть единственная в Великобритании площадь La Belle Alliance.

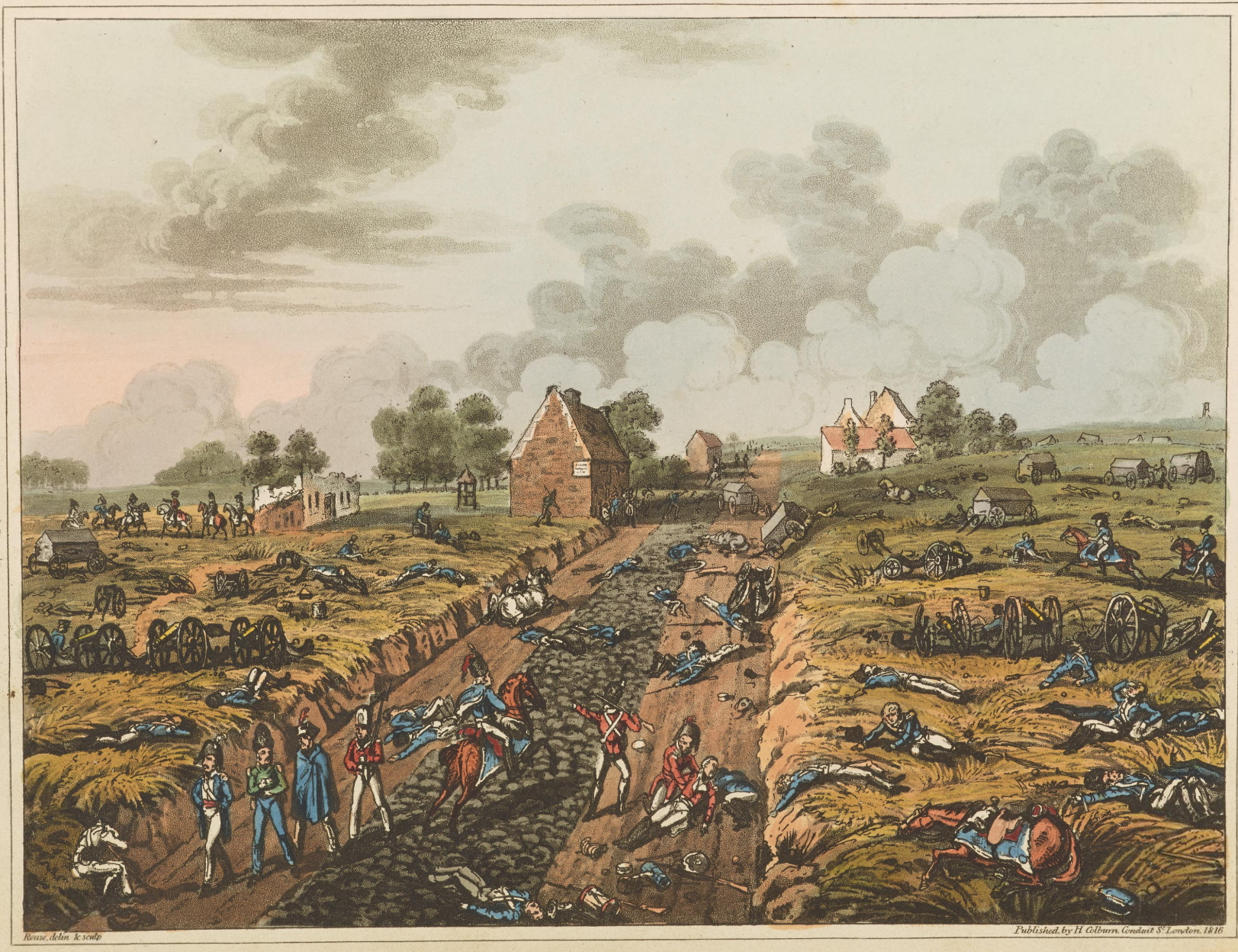
«Бель-Альянс, центр позиции французов». Гравер Джеймс Роз
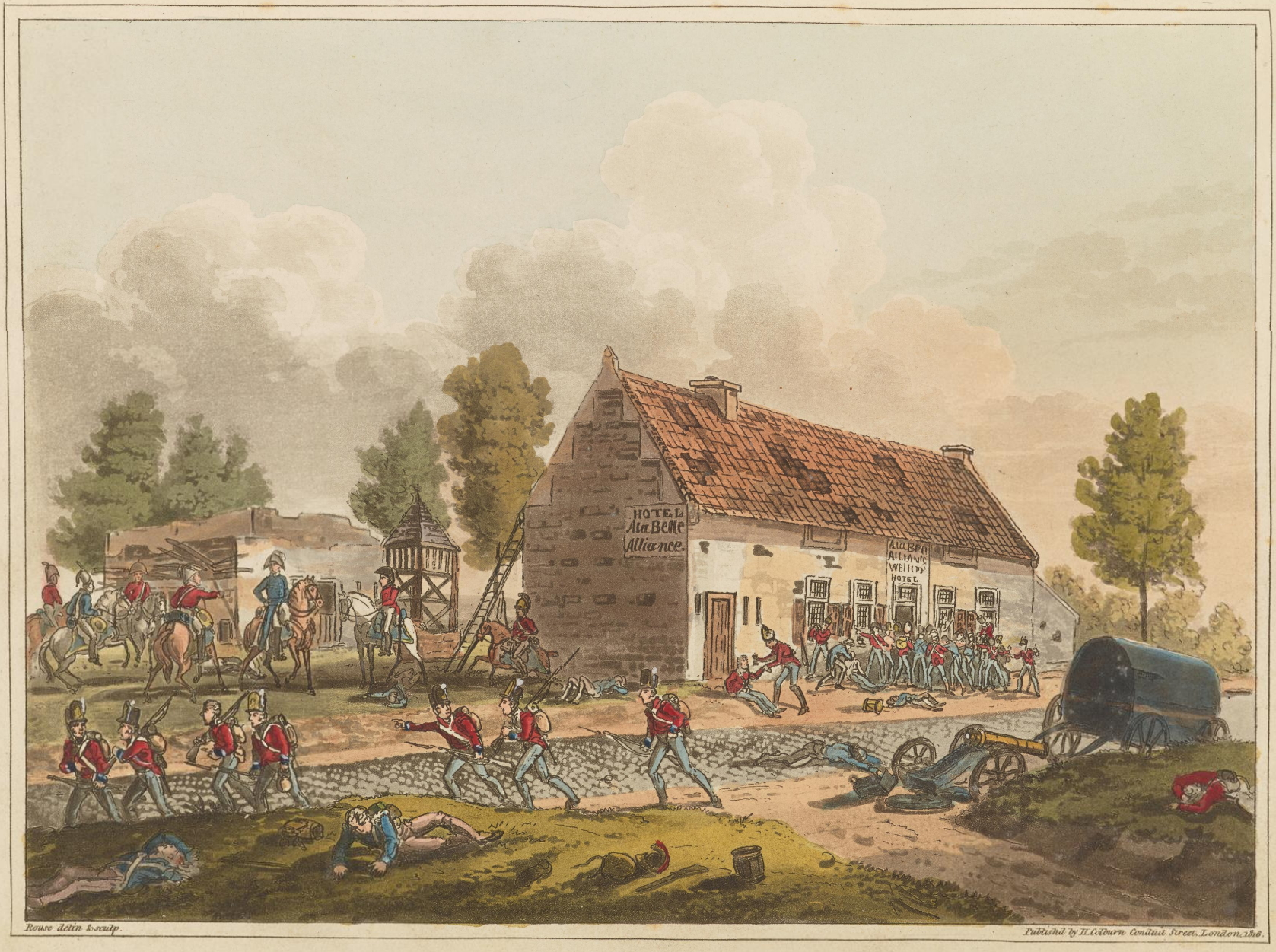
«Вид на Бель-Альянс». Гравёр Джеймс Роз
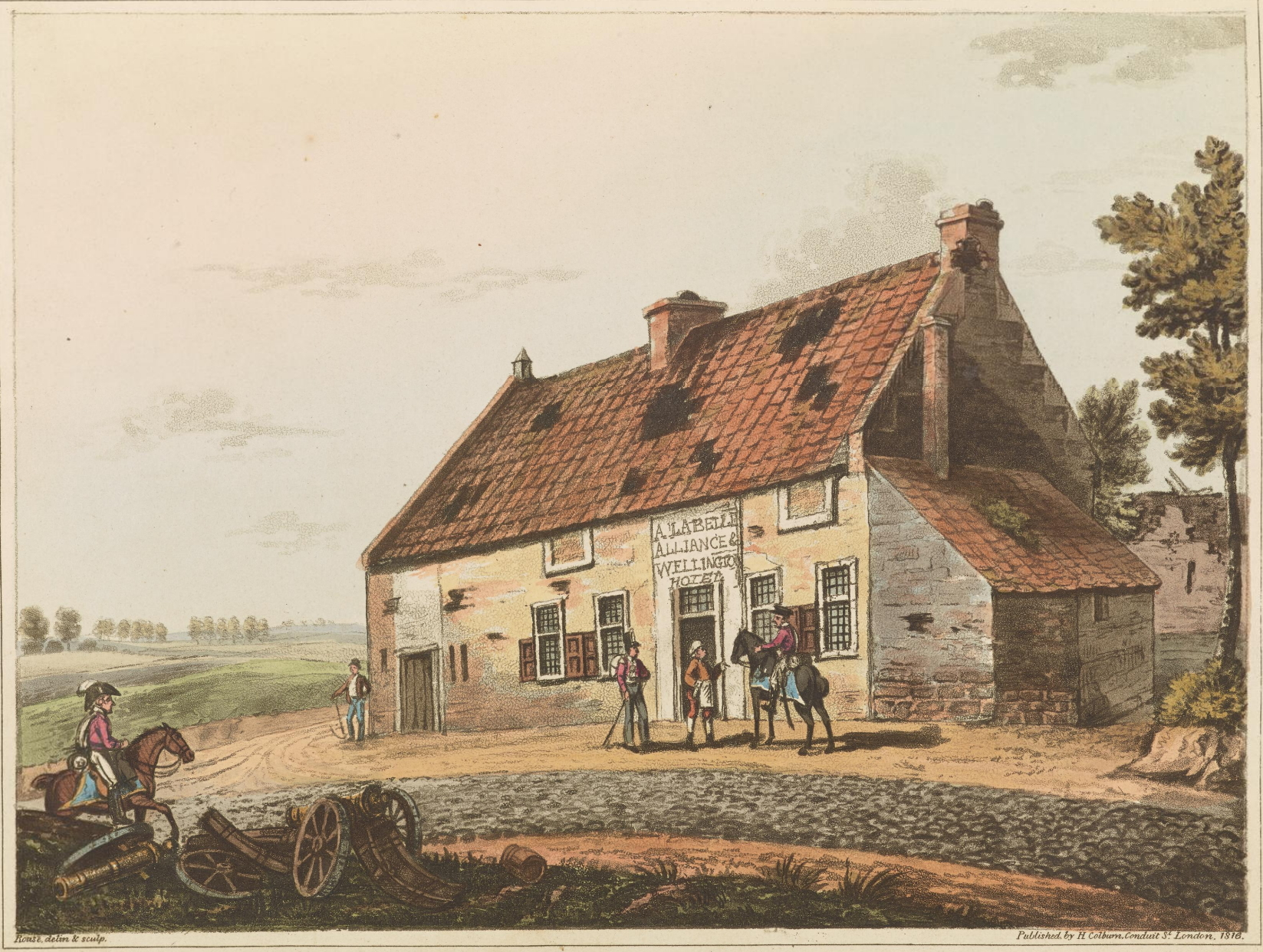
«Вид на Бель-Альянс». Гравер Джеймс Роз

## Название
Согласно Ж. Б. Ромбергу, который в 1820 году опубликовал отчёт об окрестностях Брюсселя, первоначально Бель-Альянс состоял из таверны (которая теперь носит название Бель-Альянс) и двух близлежащих домов. За некоторое время до битвы при Ватерлоо скончался хранитель таверны, а его вдова вышла замуж за арендатора Тримотиона — фермы, расположенной напротив; но вскоре овдовела снова и вышла третий раз за крестьянина, который в доме неподалёку (теперь его называют домом Декостера); тот тоже вскоре умер, и она вышла замуж за владельца земли, на которой располагалась таверна. С тех пор таверна и получила своё название.
По другой версии, которую сообщил Анри Уссе, таверне дали ироническое название «Прекрасный союз» после женитьбы её первого владельца, который был стар и некрасив, на симпатичной крестьянке. Эта версия, впрочем, не противоречит предыдущей.
Бель-Альянс отмечен на карте Феррариса, составленной между 1771 и 1777 годами.

## Галерея

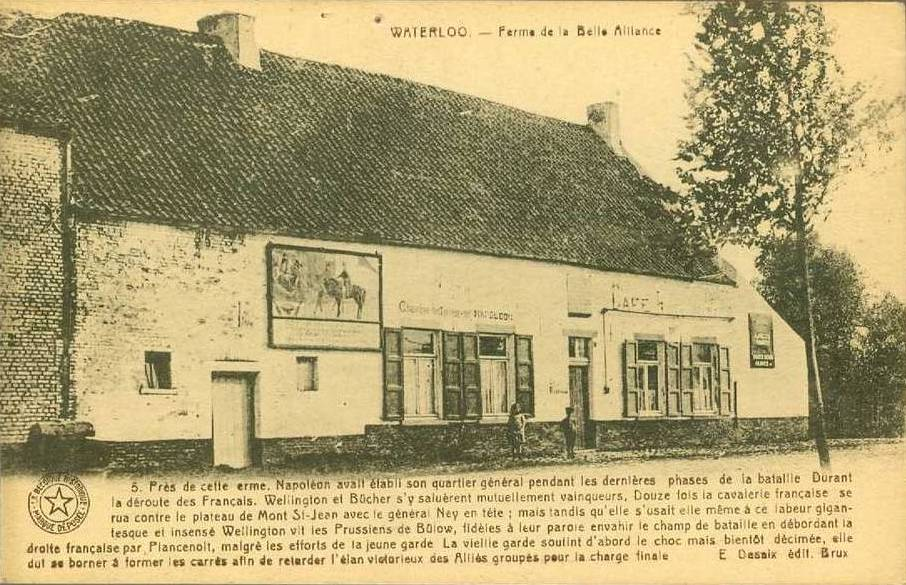
Открытка начала 20-го века
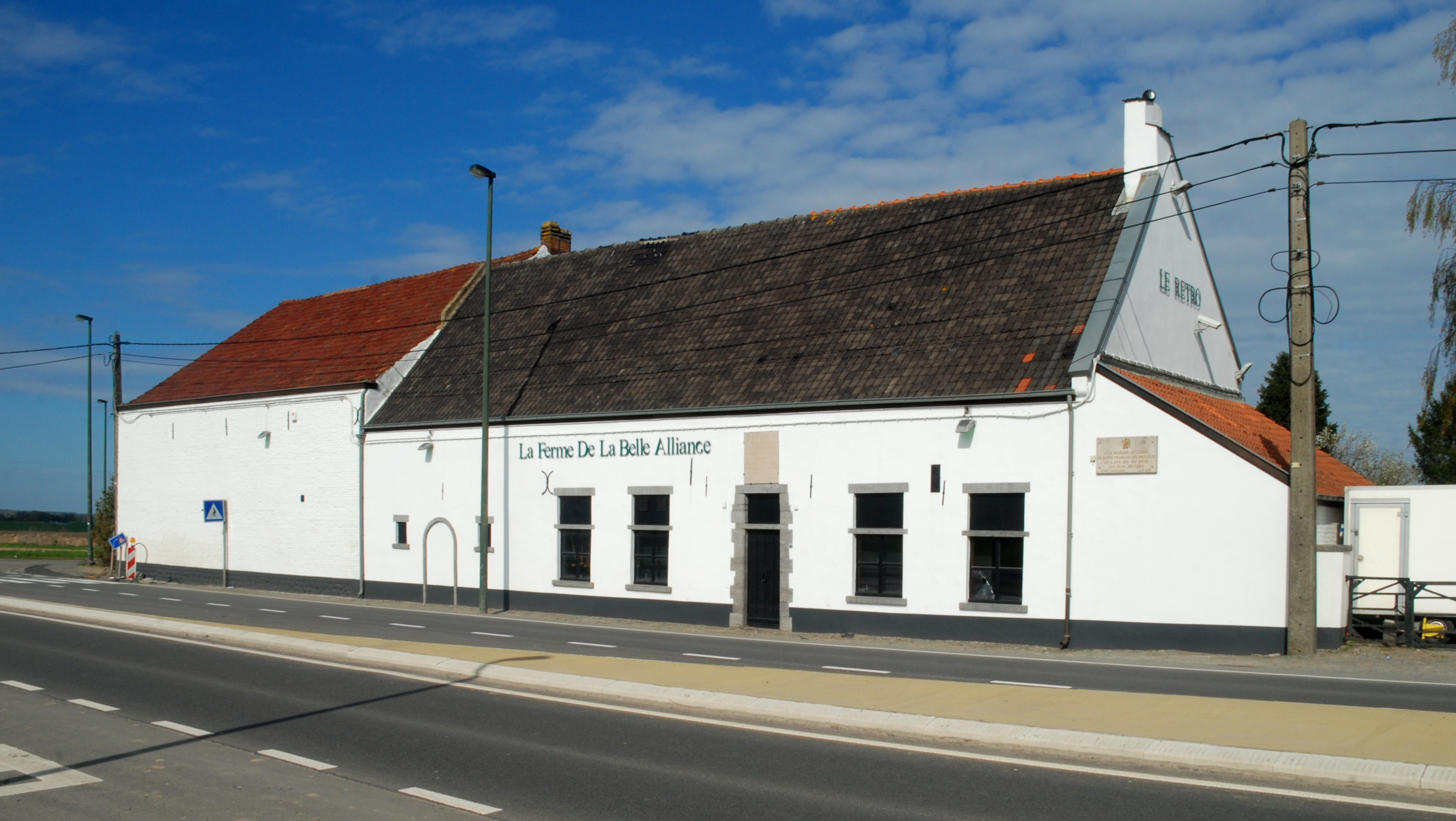
Бель-Альянс. Наши дни
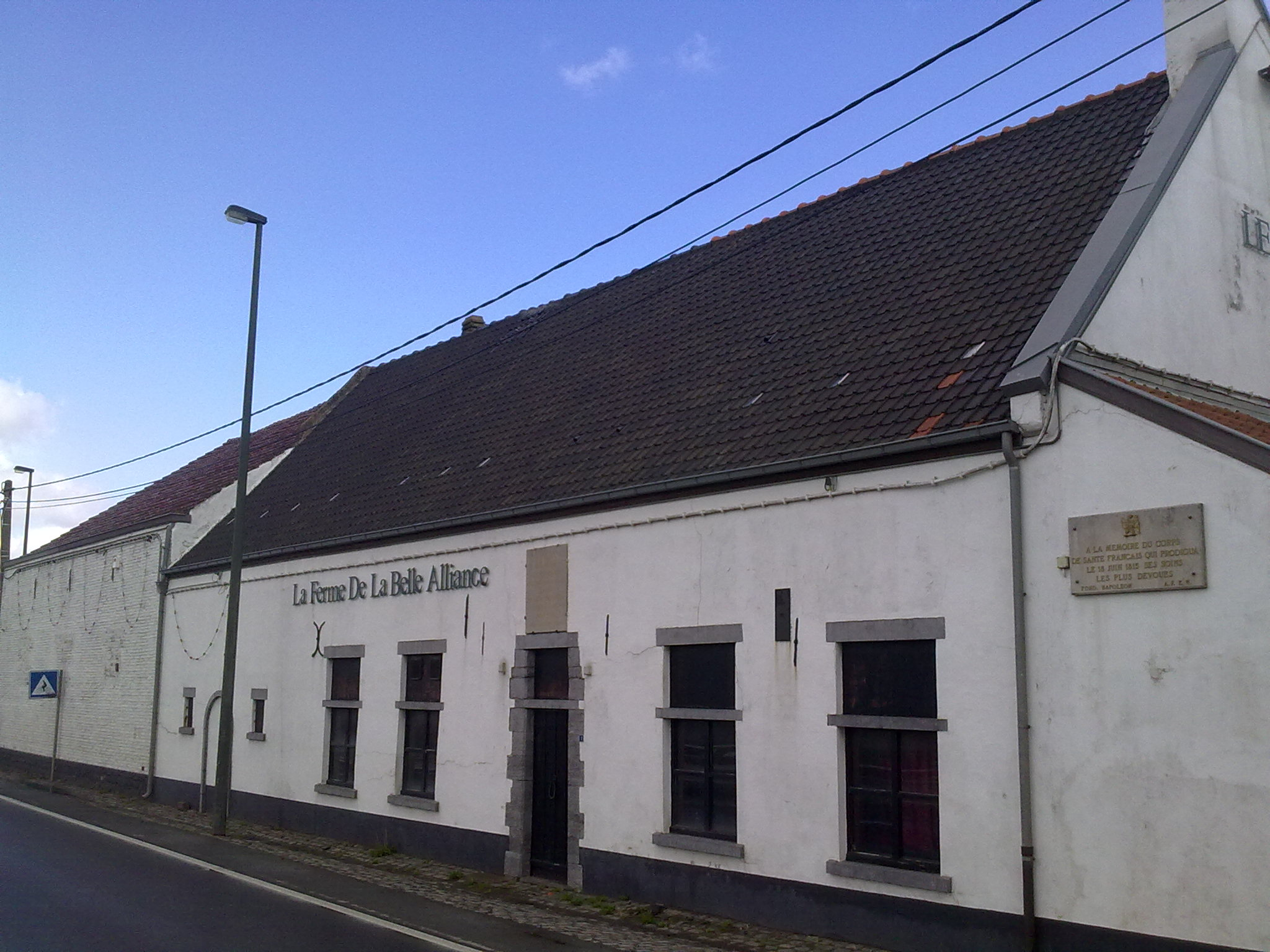
Бель-Альянс. Западный фасад вдоль трассы N5 в 2012 году
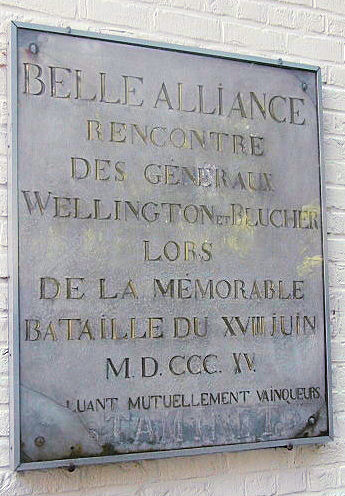
Мемориальная доска в память о встрече генералов Веллингтона и Блюхера